# Galena (Illinois)
Galena és una població dels Estats Units a l'estat d'Illinois. Segons el cens del 2000 tenia 3.460 habitants.

## Demografia
Segons el cens del 2000, Galena tenia 3.460 habitants, 1.570 habitatges, i 893 famílies. La densitat de població era de 358,2 habitants/km².
Dels 1.570 habitatges en un 20,8% hi vivien nens de menys de 18 anys, en un 45,7% hi vivien parelles casades, en un 8% dones solteres, i en un 43,1% no eren unitats familiars. En el 37,2% dels habitatges hi vivien persones soles el 17,8% de les quals corresponia a persones de 65 anys o més que vivien soles. El nombre mitjà de persones vivint en cada habitatge era de 2,15 i el nombre mitjà de persones que vivien en cada família era de 2,81.
Per edats la població es repartia de la següent manera: un 18,7% tenia menys de 18 anys, un 8,3% entre 18 i 24, un 24,4% entre 25 i 44, un 26,4% de 45 a 60 i un 22,3% 65 anys o més.
L'edat mediana era de 44 anys. Per cada 100 dones de 18 o més anys hi havia 88,5 homes.
La renda mediana per habitatge era de 36.103 $ i la renda mediana per família de 44.063 $. Els homes tenien una renda mediana de 32.172 $ mentre que les dones 19.670 $. La renda per capita de la població era de 19.773 $. Aproximadament el 4,3% de les famílies i el 9,9% de la població estaven per davall del llindar de pobresa.

## Poblacions més properes
El següent diagrama mostra les poblacions més properes.